# Daniel Bilos
Daniel Rubén Bilos (3 de septiembre de 1980 en Pergamino, Provincia de Buenos Aires) es un exfutbolista argentino. Su último equipo fue el Douglas Haig.

## Trayectoria
Debutó en Banfield en el 2001, tuvo 3 brillantes años con ese equipo. Luego fue contratado por Boca Juniors, debutando en un amistoso el 16 de julio de 2005 en el estadio Big Bird de Suwon, Corea del Sur ante el Tottenham Hotspur de Inglaterra con un empate por 2 a 2 en donde Bilos marcó el gol empate a los 71 minutos del partido cuando Boca Juniors perdía 2 a 1. Participó en 33 partidos en ese club. En 2006 fue comprado por el Saint Etienne, de Francia y en el 2007 pasa al América de México. En agosto de 2007 es cedido a San Lorenzo donde se lesiona.
En junio de 2009 había regresado a la Argentina (proveniente del Saint Etienne de Francia) para jugar en Banfield pero decidió retirarse al no poder recuperarse de una lesión en la rodilla. El volante había vuelto con esa molestia física y aunque integró el plantel campeón, no jugó ni un minuto en el Apertura.

### Retiro y retorno
El 15 de diciembre de 2009, al no poder recuperarse de una lesión en la rodilla izquierda, decidió retirarse del fútbol. Tiempo después, sin embargo, se volvió a operar de la rótula y declaró tener esperanzas de retornar al fútbol.
En enero de 2011, tras más de dos años de su último partido profesional, Bilos retornó a las canchas vistiendo los colores del Club Atlético Douglas Haig, club oriundo de su ciudad, Pergamino, y del cual es hincha. Allí disputaría la parte final del Torneo Argentino A aunque sólo jugó algunos partidos,un año después haría oficial su retiro del futbol profesional.

## Selección nacional
El DT de Croacia, Zlatko Kranjcar, quedó impresionado por el nivel del volante en la temporada que Boca conquistó 4 títulos. Por ello lo convocó en octubre de 2006 para jugar con la selección de ese país el Mundial de Alemania 2006 frente a Suecia. Si bien Bilos ya había jugado en el seleccionado argentino -el 16 de noviembre de 2005, en un amistoso frente a Catar, en Doha-, eso no le impediría jugar para Croacia pues no era una fecha FIFA sino un encuentro amistoso.
El centrocampista argentino, en ese momento de Boca Juniors, rechazo la propuesta de Croacia. Tiempo después el técnico Alfio Basile lo convocó para el partido amistoso ante Brasil inaugurando el nuevo estadio del Arsenal anglosajón.

## Clubes
| Club               | País      | Año       |
| ------------------ | --------- | --------- |
| Sportivo Pergamino | Argentina | 1999-2000 |
| Banfield           | Argentina | 2000-2005 |
| Boca Juniors       | Argentina | 2005-2006 |
| Saint Etienne      | Francia   | 2006      |
| América            | México    | 2007      |
| San Lorenzo        | Argentina | 2007-2008 |
| Saint Etienne      | Francia   | 2009      |
| Banfield           | Argentina | 2009      |
| Douglas Haig       | Argentina | 2011      |

## Palmarés

### Torneos nacionales
| Título           | Club         | País      | Año      |
| ---------------- | ------------ | --------- | -------- |
| Primera División | Boca Juniors | Argentina | A - 2005 |
| Primera División | Boca Juniors | Argentina | C - 2006 |
| Primera División | Banfield     | Argentina | A - 2009 |

### Torneos internacionales
| Título              | Club         | Sede         | Año  |
| ------------------- | ------------ | ------------ | ---- |
| Recopa Sudamericana | Boca Juniors | Manizales    | 2005 |
| Copa Sudamericana   | Boca Juniors | Buenos Aires | 2005 |

### Distinciones individuales
| Distinción                        | Año  |
| --------------------------------- | ---- |
| Parte del Equipo Ideal de América | 2005 |